# Jarmila Křížková
Jarmila Křížková (* 3. září 1943) byla česká a československá politička Komunistické strany Československa a poslankyně Sněmovny lidu Federálního shromáždění za normalizace.

## Biografie
K roku 1981 se profesně uvádí jako dělnice.
Ve volbách roku 1981 zasedla do Sněmovny lidu (volební obvod č. 126 - Olomouc, Severomoravský kraj). Mandát obhájila ve volbách roku 1986 (obvod Olomouc). Ve Federálním shromáždění setrvala do konce funkčního období, tedy do svobodných voleb roku 1990. Netýkal se jí proces kooptací do Federálního shromáždění po sametové revoluci.